# Хасегава Тосіхіро
Тосіхіро Хасегава (яп. 長谷川敏裕; нар. 24 серпня 1996, Токіо) — японський борець вільного стилю, бронзовий призер чемпіонату світу, бронзовий призер чемпіонату Азії.

## Життєпис
У 2013 році став бронзовим призером чемпіонату світу серед кадетів. У 2018 році здобув чемпіонський титул на чемпіонаті світу серед молоді.
Закінчив середню школу Цзюгаока Гакуен в Токіо. Представляє Японський університет спортивної науки.

## Спортивні результати на міжнародних змаганнях

### Виступи на Чемпіонатах світу
| Змагання                        | Збірна | Вагова категорія          | Місце  |
| ------------------------------- | ------ | ------------------------- | ------ |
| Чемпіонат світу з боротьби 2021 | Японія | вільна боротьба, до 61 кг | Бронза |

### Виступи на Чемпіонатах Азії
| Змагання                       | Збірна | Вагова категорія          | Місце  |
| ------------------------------ | ------ | ------------------------- | ------ |
| Чемпіонат Азії з боротьби 2018 | Японія | вільна боротьба, до 57 кг | Бронза |

### Виступи на інших змаганнях
| Змагання                                                 | Збірна | Вагова категорія          | Місце  |
| -------------------------------------------------------- | ------ | ------------------------- | ------ |
| Гран-прі «Іван Яригін» 2017                              | Японія | вільна боротьба, до 57 кг | 16     |
| Турнір Дмитра Коркіна 2017                               | Японія | вільна боротьба, до 57 кг | Бронза |
| Всеяпонський відкритий чемпіонат з вільної боротьби 2018 | Японія | вільна боротьба, до 57 кг | Срібло |
| Чемпіонат Японії з вільної боротьби 2018                 | Японія | вільна боротьба, до 57 кг | 5      |
| Чемпіонат Японії з вільної боротьби 2020                 | Японія | вільна боротьба, до 61 кг | Бронза |
| Всеяпонський відкритий чемпіонат з вільної боротьби 2021 | Японія | вільна боротьба, до 61 кг | Золото |

### Виступи на змаганнях молодших вікових груп
| Змагання                                      | Збірна | Вагова категорія          | Місце  |
| --------------------------------------------- | ------ | ------------------------- | ------ |
| Чемпіонат світу з боротьби серед кадетів 2013 | Японія | вільна боротьба, до 50 кг | Бронза |
| Чемпіонат Азії з боротьби серед юніорів 2014  | Японія | вільна боротьба, до 55 кг | 11     |
| Чемпіонат світу з боротьби серед юніорів 2015 | Японія | вільна боротьба, до 55 кг | 11     |
| Чемпіонат світу з боротьби серед молоді 2018  | Японія | вільна боротьба, до 57 кг | Золото |